# Saint Ambrose University
Die Saint Ambrose University (SAU) ist eine katholische Privatuniversität mit Sitz in Davenport im US-amerikanischen Bundesstaat Iowa. Träger der 1882 gegründeten Hochschule ist das Bistum Davenport.

## Schulen und Fakultäten
- College of Arts & Sciences
- College of Business

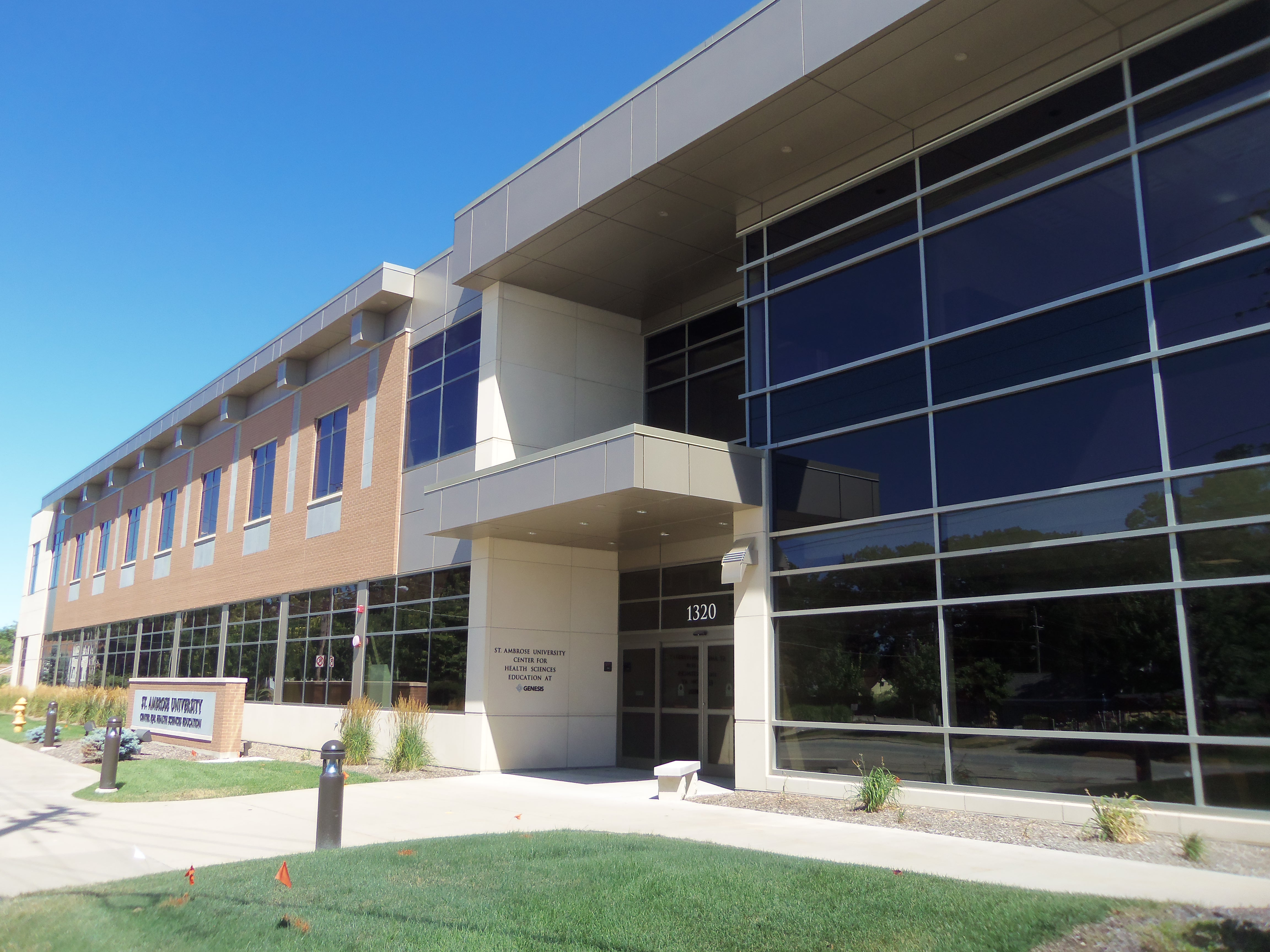
Gebäude für den medizinischen Bereich

- College of Education and Health Sciences
- College of Professional Studies

## Zahlen zu den Studierenden

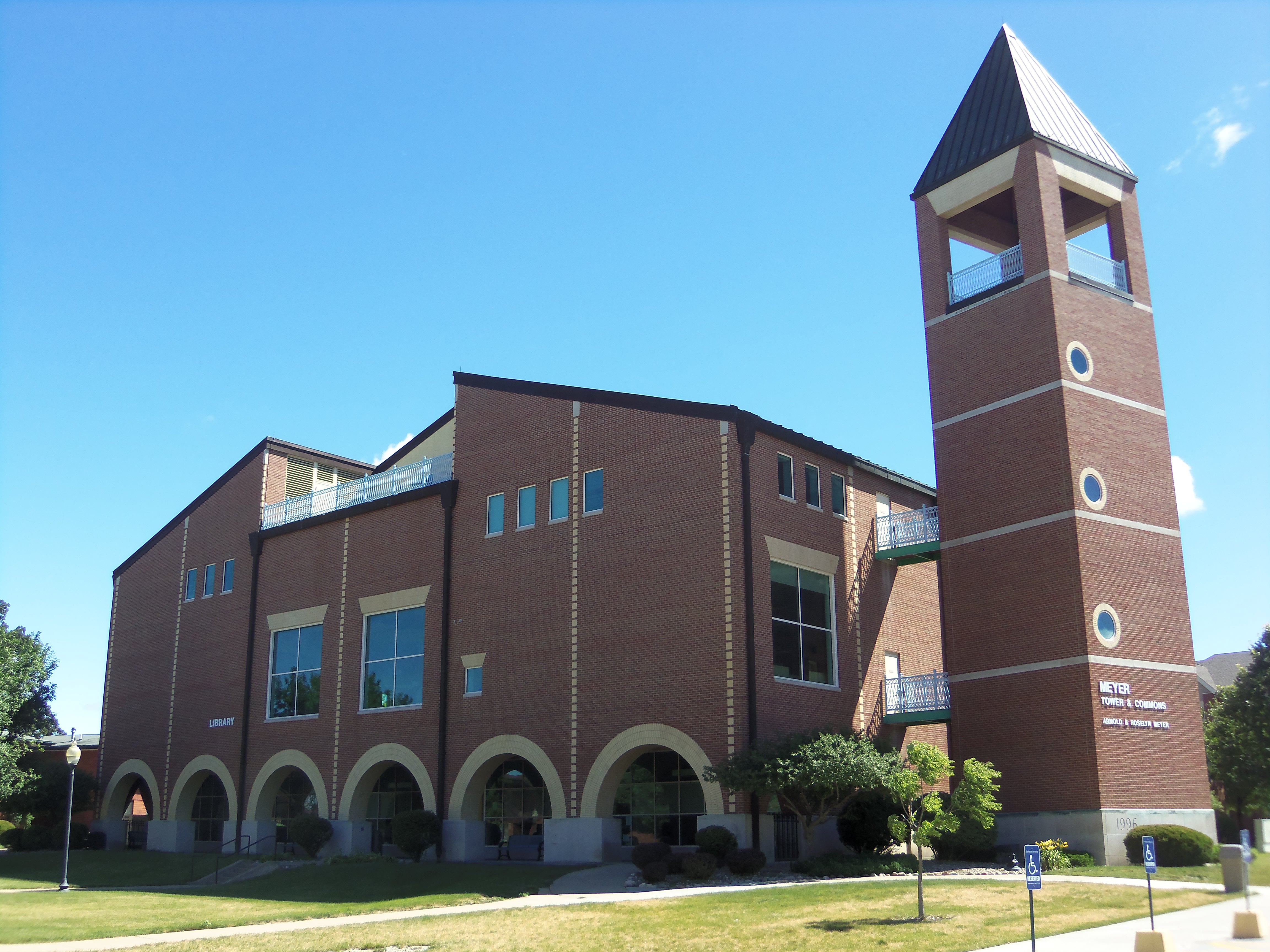
Bibliothek der St. Ambrose University (SAU)

Von den 3.003 Studierenden im Herbst 2020 strebten 2.305 ihren ersten Studienabschluss an, sie waren also undergraduates. Davon waren 56 % weiblich und 44 % männlich. 698 arbeiteten auf einen weiteren Abschluss hin, sie waren postgraduates. 74 % bezeichneten sich als weiß, 9 % als Hispanic/Latino.
2010 waren 3.794 Personen eingeschrieben gewesen.

## Bekannte Absolventen
- Waddy Kuehl (1893–1967), US-amerikanischer American-Football-Spieler